# Moneni Pirates Football Club
Moneni Pirates est un club swazilandais de football basé à Manzini. Il dispute le championnat de première division d'Eswatini pour la saison 2012-2013.

## Historique
Au niveau continental, la première apparition du club en compétition officielle date de 1989. Cette saison-là, Moneni est engagé en Coupe des Coupes. Après avoir éliminé le club de Lesotho Defence Force, Moneni Pirates tombe au tour suivant face aux Zambiens de Power Dynamos FC (1-1, 0-5).
La saison suivante, dans la même compétition (à la suite de sa victoire en Coupe d'Eswatini), Moneni Pirates est éliminé dès son entrée en lice au tour préliminaire face à Vital'O FC du Burundi (0-0, 1-6).
En 1992, lors de l'édition inaugurale de la Coupe de la CAF, le club est à nouveau sorti dès le tour préliminaire, face aux Ougandais de Villa SC (1-3, 1-2).
Son meilleur résultat obtenu à ce jour est un huitième de finale lors de la Coupe de la CAF 1994. Après avoir été exempté de tour préliminaire puis bénéficié de la disqualification de son adversaire du premier tour (les Zimbabwéens de CAPS United, Moneni doit s'incliner en 8e de finale face aux Kényans d'AFC Leopards (0-2,0-1). C'est la dernière campagne africaine de l'histoire du club.

## Palmarès
- Coupe d'Eswatini :
  - Vainqueur : 1989

- Swazi Charity Cup :
  - Vainqueur : 2009

## Grands noms
- Jan Simulambo